# Pogoń Szczecin (piłka ręczna mężczyzn)
Sandra Spa Pogoń Szczecin – polski męski klub piłki ręcznej, założony w 2007 w Szczecinie, występujący w lidze centralnej.

## Historia
Klub powstał w 2007 pod nazwą Pogoń Handball Szczecin. W tym samym roku przystąpił do gry w II lidze. Pod koniec kwietnia 2008, po remisie we własnej hali z Energetykiem Gryfino (26:26), szczeciński zespół na kolejkę przed końcem rozgrywek zapewnił sobie awans do I ligi. W sezonie 2008/2009 zajął w niej 11. miejsce (cztery zwycięstwa, dwa remisy i 16 porażek), oznaczające spadek do II ligi. W sezonie 2009/2010, w którym szczecińska drużyna zgromadziła 30 punktów w 18 meczach, uplasowała się w II lidze na 2. pozycji, a jej najlepszym strzelcem był Paweł Krupa, który rzucił 137 bramek.
W latach 2010–2012 Pogoń Szczecin ponownie występowała w I lidze. W sezonie 2010/2011 zajęła w niej 2. miejsce, jednak nie skorzystała z prawa do gry w barażu o awans do Superligi. W sezonie 2011/2012, w którym odniosła 18 zwycięstw w 22 meczach, wygrała rozgrywki I ligi (gr. A) z przewagą pięciu punktów nad drugim w tabeli AZS-em Uniwersytetem Warszawskim. Przystąpiła później do rywalizacji w barażach o awans do Superligi. W I rundzie pokonała Czuwaj Przemyśl (34:33; 36:24), zaś w II rundzie, której spotkania odbyły się 2 i 6 maja 2012, zwyciężyła Piotrkowianina Piotrków Trybunalski (37:29; 32:35), wywalczając awans do najwyższej klasy rozgrywkowej.
W Superlidze Pogoń Szczecin zadebiutowała 9 września 2012, przegrywając z Chrobrym Głogów (22:28). Pierwsze zwycięstwo odniosła 15 września 2012, wygrywając z Piotrkowianinem Piotrków Trybunalski (33:28). Rundę zasadniczą debiutanckiego sezonu 2012/2013 Pogoń zakończyła na 7. miejscu w tabeli z dorobkiem 18 punktów w 22 meczach (osiem zwycięstw, dwa remisy i 12 porażek). W 1/4 finału play-off przegrała z Wisłą Płock (28:32; 29:40). Następnie przystąpiła do gry o miejsca 5–8. W I rundzie uległa NMC Powenowi Zabrze (28:29; 33:35), zaś w rywalizacji o 7. pozycję pokonała Piotrkowianina Piotrków Trybunalski (35:36; 41:32). W rundzie zasadniczej sezonu 2013/2014 Pogoń wygrała 12 meczów, dwa zremisowała, a osiem przegrała. Z 4. pozycji w tabeli przystąpiła do gry w fazie play-off – w ćwierćfinale przegrała z Azotami-Puławy (35:24; 30:32; 23:30), następnie pokonała MMTS Kwidzyn (25:31; 27:18), a w rywalizacji o 5. miejsce uległa Stali Mielec (24:32; 22:28).
Rundę zasadniczą sezonu 2014/2015 Pogoń zakończyła na 4. pozycji w tabeli (14 zwycięstw, dwa remisy, sześć porażek). W 1/4 finału play-off pokonała Stal Mielec (29:25; 24:31; 28:25) i awansowała do półfinału, w którym została pokonana przez Vive Kielce (22:31; 25:38; 25:36). W rywalizacji o brązowy medal szczecińska drużyna zmierzyła się z Azotami-Puławy. Po pierwszych dwóch spotkaniach, które odbyły się 18 i 19 maja 2015 w Szczecinie, był remis 1:1. W kolejnych dwóch meczach, które rozegrano 22 i 23 maja 2015 w Puławach, triumfowały Azoty i to one skończyły rozgrywki na 3. pozycji. W latach 2012–2015 zawodnik Pogoni Wojciech Zydroń należał do czołowych rzucających Superligi – w klasyfikacji najlepszych strzelców dwukrotnie zajął 2. miejsce, a raz 3. miejsce. Ponadto od listopada 2010 do końca 2014 sponsorem klubu była spółka Gaz-System; drużyna występowała w tym okresie pod nazwą Gaz-System Pogoń Szczecin.
Przed sezonem 2015/2016 drużynę opuścili m.in. Wojciech Zydroń, Bartosz Konitz i Krzysztof Szczecina, natomiast do zespołu dołączyli m.in. Adam Morawski i Kirył Kniazieu. W fazie zasadniczej rozgrywek ligowych szczypiorniści Pogoni wygrali siedem z 22 meczów, plasując się na 10. pozycji. W spotkaniach o miejsca 9–12 odnieśli cztery zwycięstwa w sześciu meczach, jednakże ich pozycja w tabeli nie uległa zmianie. W meczach barażowych o utrzymanie pokonali Warmię Olsztyn (29:30; 32:23), zachowując miejsce w Superlidze. Najskuteczniejszymi zawodnikami Pogoni w sezonie 2015/2016 byli Łukasz Gierak i Patryk Walczak, których kibice uhonorowali nagrodą MVP (obaj odeszli z klubu po zakończeniu rozgrywek). W sezonie 2015/2016 Pogoń Szczecin zadebiutowała również w europejskich pucharach – w październiku 2015 przegrała w drugiej rundzie kwalifikacji Pucharu EHF z węgierskim Csurgói KK (27:30; 19:29). Z końcem 2015 funkcję trenera przestał pełnić Rafał Biały, który prowadził drużynę od 2007 (z kilkumiesięczną przerwą spowodowaną problemami zdrowotnymi). Jego miejsce zajął Antoni Parecki.
Latem 2016 grającymi trenerami Pogoni zostali Wojciech Zydroń i Czech Michal Brůna. Przed rozpoczęciem sezonu 2016/2017 sponsorem tytularnym klubu została firma Sandra Spa; drużyna przystąpiła do rozgrywek pod nazwą Sandra Spa Pogoń Szczecin. W rundzie zasadniczej Pogoń wygrała dziewięć meczów i 17 przegrała. W grupie granatowej zajęła 5. miejsce, dzięki któremu przystąpiła do gry o dziką kartę do finałów – 12 i 15 kwietnia 2017 została pokonana przez Chrobrego Głogów (33:30; 18:30). Trafiła więc do grupy Suzuki, w której wygrała cztery spotkania i jedno przegrała, zajmując 1. miejsce. W meczu finałowym o Puchar Superligi, rozegranym 25 maja 2017, przegrała z Górnikiem Zabrze (25:34). Ostatecznie rozgrywki zakończyła na 9. pozycji, a jej najlepszymi strzelcami byli Paweł Krupa i Kirył Kniazieu (zdobyli po 111 bramek). W trakcie sezonu 2016/2017 doszło do dwóch zmian na ławce trenerskiej szczecińskiej drużyny – w listopadzie 2016 szkoleniowcem został Mariusz Jurasik, a w marcu 2017 zastąpił go Rafał Biały. W maju 2017 nowym trenerem Pogoni został Piotr Frelek.
W sezonie 2017/2018 Pogoń Szczecin wygrała 10 meczów, a 20 przegrała. Z dorobkiem 33 punktów zajęła ostatnie miejsce w grupie pomarańczowej i 13. w tabeli zbiorczej. Najlepszym strzelcem Pogoni był Paweł Krupa, który zdobył 114 goli. W sezonie 2018/2019 szczecińska drużyna odniosła w Superlidze sześć zwycięstw i zanotowała 20 porażek. Z dorobkiem 19 punktów zakończyła fazę zasadniczą na 12. miejscu. W kwietniu i maju 2019 wraz z pięcioma innymi zespołami rywalizowała o utrzymanie – wygrała sześć z 10 meczów i w tabeli fazy spadkowej zajęła 2. pozycję, pewnie utrzymując się w najwyższej klasie rozgrywkowej. Najlepszym strzelcem Pogoni był ponownie Paweł Krupa (145 bramek), a Piotr Rybski (135 goli) został nominowany do nagrody dla odkrycia sezonu 2018/2019 w Superlidze. Ponadto w trakcie sezonu 2018/2019, w lutym 2019, doszło do zmiany na ławce trenerskiej szczecińskiej drużyny – Piotra Frelka zastąpił Rafał Biały.

## Osiągnięcia

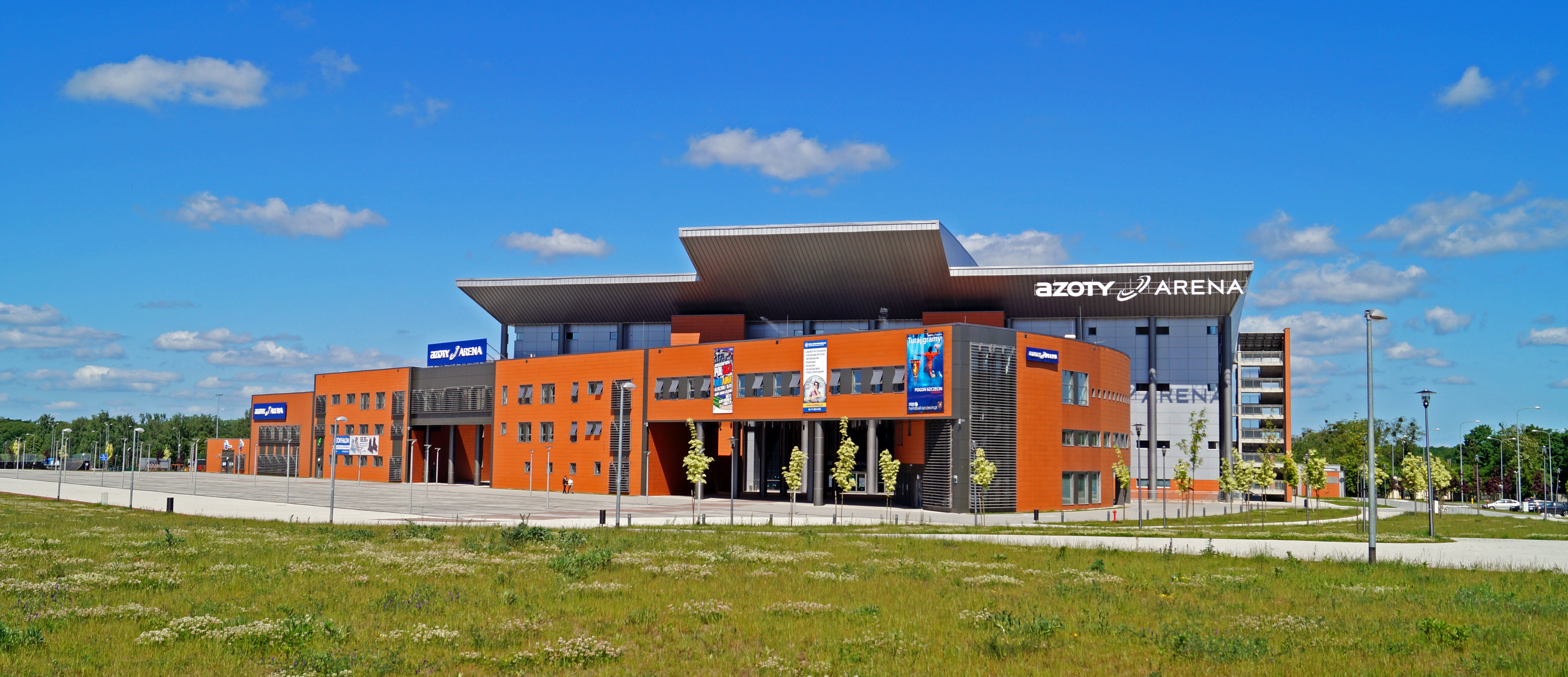
Arena Szczecin

- Superliga:
  - 8. miejsce: 2019/2020, 2020/2021
  - 12. miejsce: 2018/2019
  - 13. miejsce: 2017/2018
  - 17. miejsce: 2016/2017
  - 10. miejsce: 2015/2016
  - 4. miejsce: 2014/2015
  - 6. miejsce: 2013/2014
- I liga (gr. A):
  - 1. miejsce: 2011/2012
  - 2. miejsce: 2010/2011

## Drużyna

### Kadra w sezonie 2019/2020

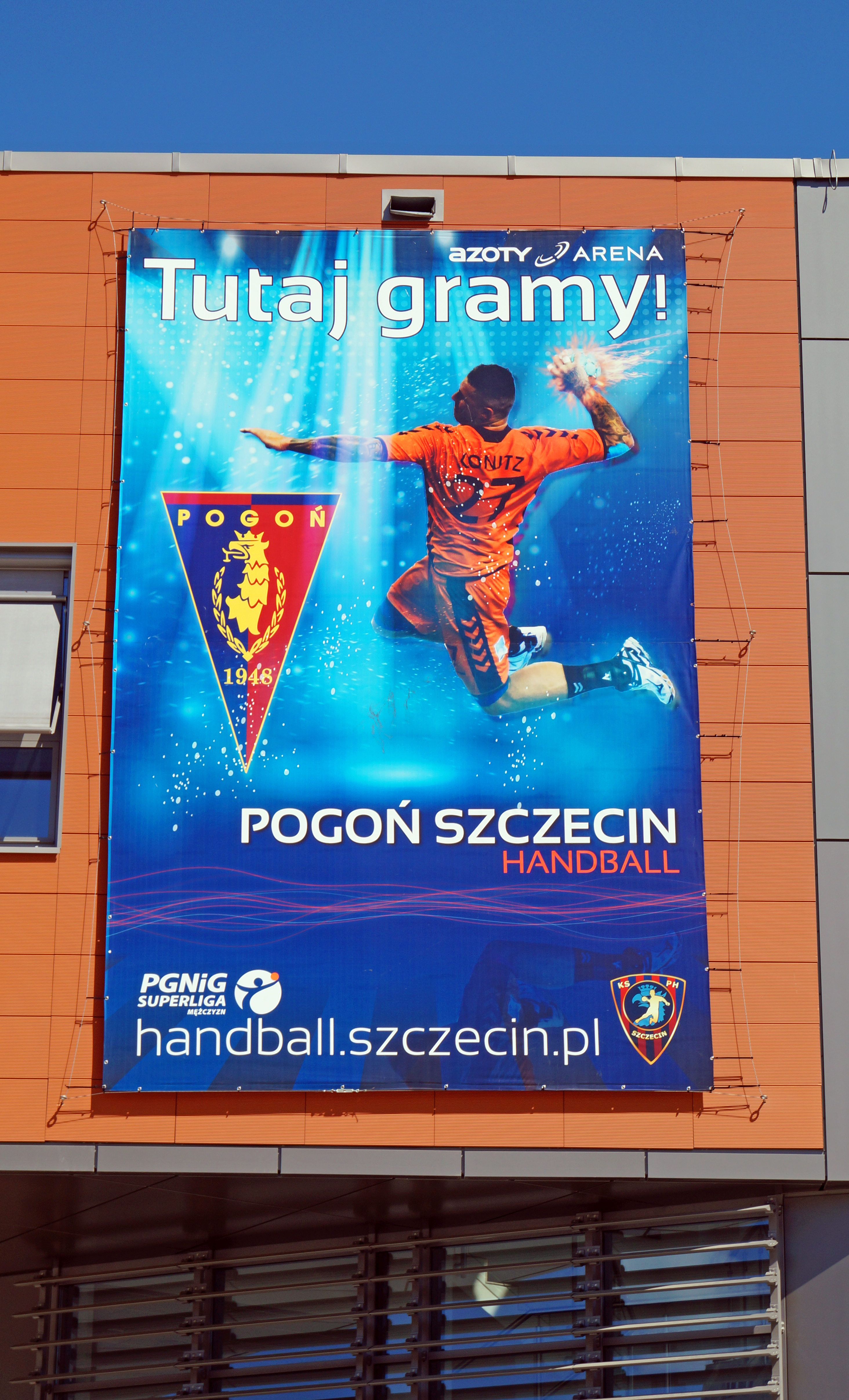
Baner Pogoni Szczecin z wizerunkiem Bartosza Konitza

| Nr                                                         | Zawodnik           | Pozycja      | Data ur.   | Wzrost |
| ---------------------------------------------------------- | ------------------ | ------------ | ---------- | ------ |
| 2                                                          | Bartosz Telenga    | skrzydłowy   | 13.04.1998 | 184    |
| 6                                                          | Filip Wrzesiński   | rozgrywający | 18.12.2001 | 194    |
| 8                                                          | Adam Wąsowski      | obrotowy     | 04.11.1997 | 194    |
| 9                                                          | Dmytro Horiha      | rozgrywający | 08.10.1997 | 196    |
| 11                                                         | Paweł Krupa        | rozgrywający | 24.10.1989 | 197    |
| 13                                                         | Arkadiusz Bosy     | obrotowy     | 09.11.1986 | 193    |
| 15                                                         | Patryk Biernacki   | rozgrywający | 05.02.1996 | 194    |
| 18                                                         | Wojciech Jedziniak | skrzydłowy   | 16.10.1987 | 180    |
| 20                                                         | Anton Terechow     | bramkarz     | 28.07.1992 | 193    |
| 22                                                         | Mateusz Gawryś     | bramkarz     | 07.05.1991 | 188    |
| 23                                                         | Dawid Krysiak      | skrzydłowy   | 24.07.1998 | 175    |
| 24                                                         | Wojciech Matuszak  | rozgrywający | 27.01.1995 | 192    |
| 25                                                         | Piotr Rybski       | rozgrywający | 23.06.1999 | 182    |
| 37                                                         | Mateusz Zaremba    | rozgrywający | 27.10.1984 | 198    |
| 88                                                         | Dawid Fedeńczak    | skrzydłowy   | 06.03.1998 | 185    |
| Źródło: Zespół. handball.szczecin.pl. [dostęp 2019-08-31]. |                    |              |            |        |

### Transfery
Transfery w sezonie 2019/2020
| Przybyli - Mateusz Gawryś (Warmia Olsztyn) - Bartosz Telenga (KPR Gryfino) - Anton Terechow (Motor Zaporoże) - Filip Wrzesiński (wychowanek) | Odeszli - Marek Bartosik (Zagłębie Lubin) - Wojciech Jońca (Gwardia Koszalin) - Patryk Miłek - Konrad Mróz - Jakub Radosz (Gwardia Koszalin) - Marcin Teterycz (Gwardia Koszalin) - Sebastian Zapora |

## Europejskie puchary
| Rozgrywki   | Sezon     | Runda   | Rywal      | Dom   | Wyjazd | Dwumecz |
| ----------- | --------- | ------- | ---------- | ----- | ------ | ------- |
| Puchar EHF  | 2015/2016 | Runda 2 | Csurgói KK | 27:30 | 19:29  | 46:59   |
| Źródło: EHF |           |         |            |       |        |         |